# Gabriele Seyfert
Gabriele "Gaby" Seyfert (Chemnitz, Alemanha, 23 de novembro de 1948) é uma ex-patinadora artística alemã. Ela conquistou uma medalha de prata olímpica em 1968, e conquistou uma medalhas em campeonatos mundiais.

## Principais resultados
| Resultados                                            | Resultados      | Resultados      | Resultados      | Resultados      | Resultados      | Resultados       | Resultados       | Resultados       | Resultados      | Resultados      | Resultados    | Resultados    |
| Internacional                                         | Internacional   | Internacional   | Internacional   | Internacional   | Internacional   | Internacional    | Internacional    | Internacional    | Internacional   | Internacional   | Internacional | Internacional |
| Evento/Temporada                                      | 1960– 1961      | 1961– 1962      | 1962– 1963      | 1963– 1964      | 1964– 1965      | 1965– 1966       | 1966– 1967       | 1967– 1968       | 1968– 1969      | 1969– 1970      |               |               |
| ----------------------------------------------------- | --------------- | --------------- | --------------- | --------------- | --------------- | ---------------- | ---------------- | ---------------- | --------------- | --------------- | ------------- | ------------- |
| Jogos Olímpicos                                       |                 |                 |                 | 19.ª            |                 |                  |                  | Medalha de prata |                 |                 |               |               |
| Campeonato Mundial                                    |                 | 21.ª            |                 |                 | 5.ª             | Medalha de prata | Medalha de prata | Medalha de prata | Medalha de ouro | Medalha de ouro |               |               |
| Campeonato Europeu                                    | 21.ª            | 12.ª            | 10.ª            |                 | 5.ª             | Medalha de prata | Medalha de ouro  | Medalha de prata | Medalha de ouro | Medalha de ouro |               |               |
| Nacional                                              |                 |                 |                 |                 |                 |                  |                  |                  |                 |                 |               |               |
| Campeonato Alemão Oriental                            | Medalha de ouro | Medalha de ouro | Medalha de ouro | Medalha de ouro | Medalha de ouro | Medalha de ouro  | Medalha de ouro  | Medalha de ouro  | Medalha de ouro | Medalha de ouro |               |               |
|                                                       |                 |                 |                 |                 |                 |                  |                  |                  |                 |                 |               |               |
| Legenda: Competição não foi disputada nesta temporada |                 |                 |                 |                 |                 |                  |                  |                  |                 |                 |               |               |